# Robert Montague
Robert Montague (* 1964 oder 1965 in Islington, St. Mary) ist ein jamaikanischer Politiker der Jamaica Labour Party (JLP). Er war von Juli 2011 bis Januar 2012 Landwirtschafts- und Fischereiminister Jamaikas.

## Leben
Montague wuchs in Pembroke Hall in St. Mary auf und besuchte die St. Mary High School. Später besuchte er das College of Agriculture in Portland und machte einen Abschluss als Agronom. Er war dann beruflich als Chef-Berater in Jamaika für die Pestizidsparte von Bayer und BASF tätig. 
Von Juli 2003 an war Montague Vorsitzender des St. Mary Parish Councils, bis er im September 2007 im Wahlkreis West St. Mary ins Repräsentantenhaus gewählt wurde. Nach der Wahl wurde er zum Staatsminister mit Zuständigkeit für Local Government ernannt. 
Im Zuge einer Kabinettsumbildung  wurde Montague von Premierminister Bruce Golding mit Wirkung zum 1. Juli 2011 zum Nachfolger von Christopher Tufton als Landwirtschafts- und Fischereiminister Jamaikas berufen. Auch nach dem Rücktritt von Golding im Oktober 2011 blieb Montague als Landwirtschafts- und Fischereiminister Mitglied des Kabinetts von Goldings Nachfolger Andrew Holness.
Bei den vorgezogenen Parlamentswahlen am 29. Dezember 2011, die von der People’s National Party (PNP) gewonnen wurden, konnte Montague sein Abgeordnetenmandat nicht verteidigen. Er unterlag im Wahlkreis West St. Mary gegen Joylan Silvera von der PNP. Montagues Nachfolger als Landwirtschaftsminister wurde am 6. Januar 2012 Roger Clarke. 